# Couvent Sainte-Claire de Pontevedra
Pour les articles homonymes, voir Couvent Sainte-Claire.
Le couvent Sainte-Claire (espagnol : Santa Clara) est un ancien couvent de l'ordre des Clarisses, situé au centre-ville de Pontevedra, en Espagne, précisément rue Santa Clara, près de l'ancienne porte Sainte-Claire des anciens remparts de la ville.

## Histoire
Selon la tradition, un couvent des Templiers avait été construit précédemment sur ce lieu. Le couvent actuel a été fondé en 1271 et sa construction, qui a commencé en 1339, a été influencée par l'intérêt de Doña Teresa Pérez de Sotomayor, fille du poète et aristocrate Pay Gómez Chariño. La première référence documentée dans laquelle il est fait mention d'une communauté de religieuses sous l'invocation de Sainte-Claire date de l'année 1293. Les travaux de construction de l'église se sont étendus au fil des siècles. En fait, le chevet n'était pas encore terminé en 1362.
Grâce à de nombreux dons privés, l'église a pu être agrandie au cours des XIVe siècle et XVe siècle. Le couvent a été agrandi également et est devenu un lieu de retraite privilégié pour les filles nobles non mariées. Aux XVIe siècle et XVIIe siècle, des ajouts, des modifications et des extensions ont été réalisés au couvent. Au cours des siècles, le couvent a été le témoin de diverses vicissitudes. En 1702, après la défaite de la flotte espagnole lors de la bataille de Rande, les religieuses ont dû quitter le couvent et se réfugier à Cotobade. En 1719, les religieuses cloîtrées ont dû se rendre à Saint-Jacques-de-Compostelle, fuyant l'invasion anglaise de Homobod qui a rasé la ville et brûlé ses bâtiments les plus importants. Plus tard, en 1807 pendant la guerre d'indépendance espagnole contre les Français, les religieuses ont dû fuir pendant huit mois, et à leur retour, le couvent avait été pillé et une partie brûlée. Après le désamortissement espagnol, les religieuses ont dû quitter le couvent en 1868. À cette époque, le couvent a été occupé par les enfants de l'hospice, jusqu'à ce qu'il ait été restitué aux religieuses le 1er octobre 1875, grâce à des négociations entre l'archevêque de Saint-Jacques-de-Compostelle, Miguel Payá y Rico, et le roi Alphonse XII.
Ce bâtiment emblématique fait partie du catalogue du patrimoine culturel galicien depuis 1994. Il a été fermé le 25 septembre 2017 en raison du manque de vocations religieuses et de l'âge avancé des quelques religieuses encore présentes dans le couvent.
Le 1er décembre 2021, le conseil municipal de Pontevedra a acheté le couvent aux sœurs Clarisses pour 3,2 millions d'euros et il est devenu propriété municipale. Le 3 janvier 2023, la mairie de Pontevedra a officiellement cédé la propriété du couvent au Conseil Provincial de Pontevedra afin qu'il fasse partie du musée de Pontevedra en tant que septième bâtiment de l'institution,,.
Le 9 juin 2023, l'avant-projet du cabinet d'architectes Nieto & Sobejano pour la restauration du couvent en tant que siège du musée a été retenu. Les points forts sont une clôture subtile du cloître, un espace d'accueil sous un grand auvent au milieu du domaine et la création d'un espace archéologique semi-enterré de trois étages sur le côté est. L'espace d'accueil au milieu du domaine sera transformé en belvédère sur le cloître, permettant d'organiser l'ensemble des circulations et la distribution des usages, ainsi que l'organisation des espaces,.

## Description
L'église date principalement du XIVe siècle. La construction suit le modèle gothique de l'église Saint-François, bien qu'elle soit plus simple. Dotée d'une seule grande nef rectangulaire sans transept et d'un chevet polygonal, elle est couverte d'une voûte en éventail. Elle est dotée de trois grandes fenêtres à l'intérieur et on y trouve d'importants retables baroques. Le maître-autel est de 1730 dans le style baroque churrigueresque. Les deux retables latéraux néoclassiques datent également du XVIIIe siècle. Il existe un autre retable baroque qui présente l'image de Notre-Dame des Abandonnés. L'intérieur du temple possède également un orgue de 1795 et un reliquaire de Vincent de Saragosse au pied de l'autel principal. L'église combine l'imagerie romane dans ses encorbellements et ses corbeaux avec un style gothique ogival dans son architecture.
À l'extérieur, rénové pendant la période baroque, on ne peut voir que le mur de l'Évangile à deux portes dans lequel, la porte gothique sculptée, datée du dernier quart du XIVe siècle, présente le thème du Jugement dernier. Dans les archivoltes on peut voir le buste du Christ Juge montrant ses blessures, Saint Pierre avec les clés ou un ange jouant de la trompette, entre autres figures. Le bâtiment adjacent au couvent a été construit en 1880 pour servir de résidence d'été à l'archevêque, le cardinal Quiroga Palacios.
Le couvent possède un cloître, avec un jardin en forme de croix, un calvaire et une fontaine dans le style de celle de la Place de la Herrería. À l'arrière du couvent, il y a un grand jardin de 12 000 mètres carrés dont le mur de clôture donne sur la place de Barcelos. Dans la chapelle extérieure située dans le jardin se trouve un tympan polychrome du XVe siècle représentant la Vierge à l'enfant flanquée de Sainte Claire et Saint François.
Le cloître n'a que deux côtés. Au centre, il y a une fontaine de pierre couronnée par la figure de Sainte Claire, portant un rameau d'olivier et une hostie. Le couvent possède également un verger et un jardin où dominent les pommiers, les pruniers, les noisetiers et les châtaigniers. Au centre du jardin se trouve la petite chapelle des Anges.

## Culture
Les mariés venaient au couvent pour leur apporter des œufs et d'autres offrandes pour essayer de garantir le soleil le jour de leur mariage,

## Galerie

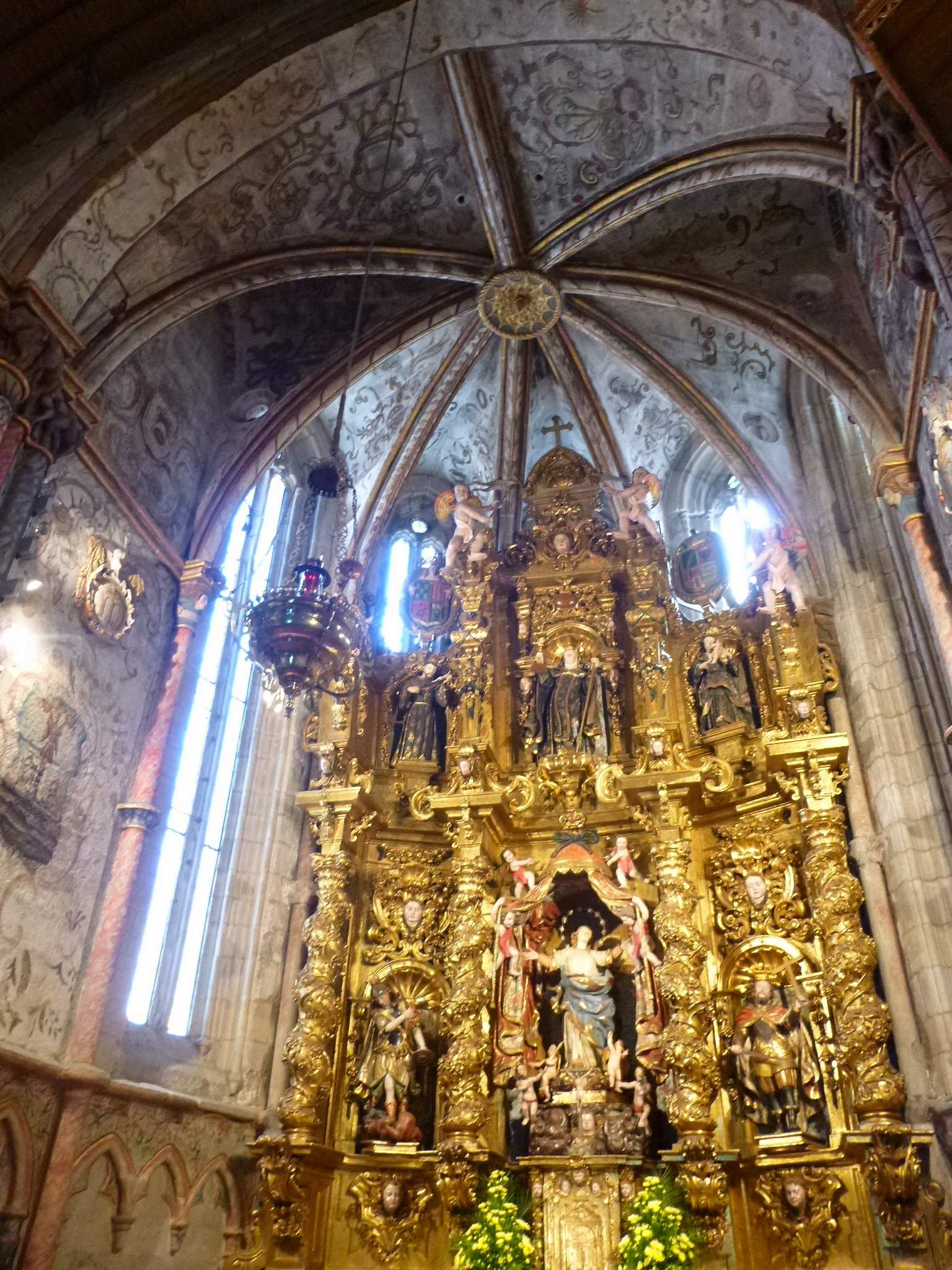
Retable au maître-autel
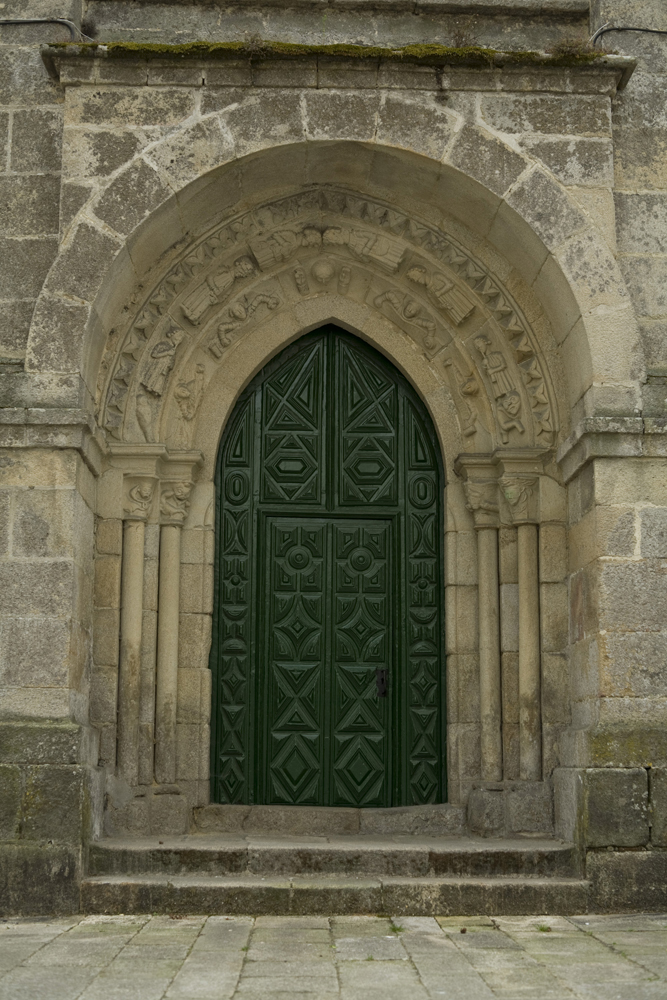
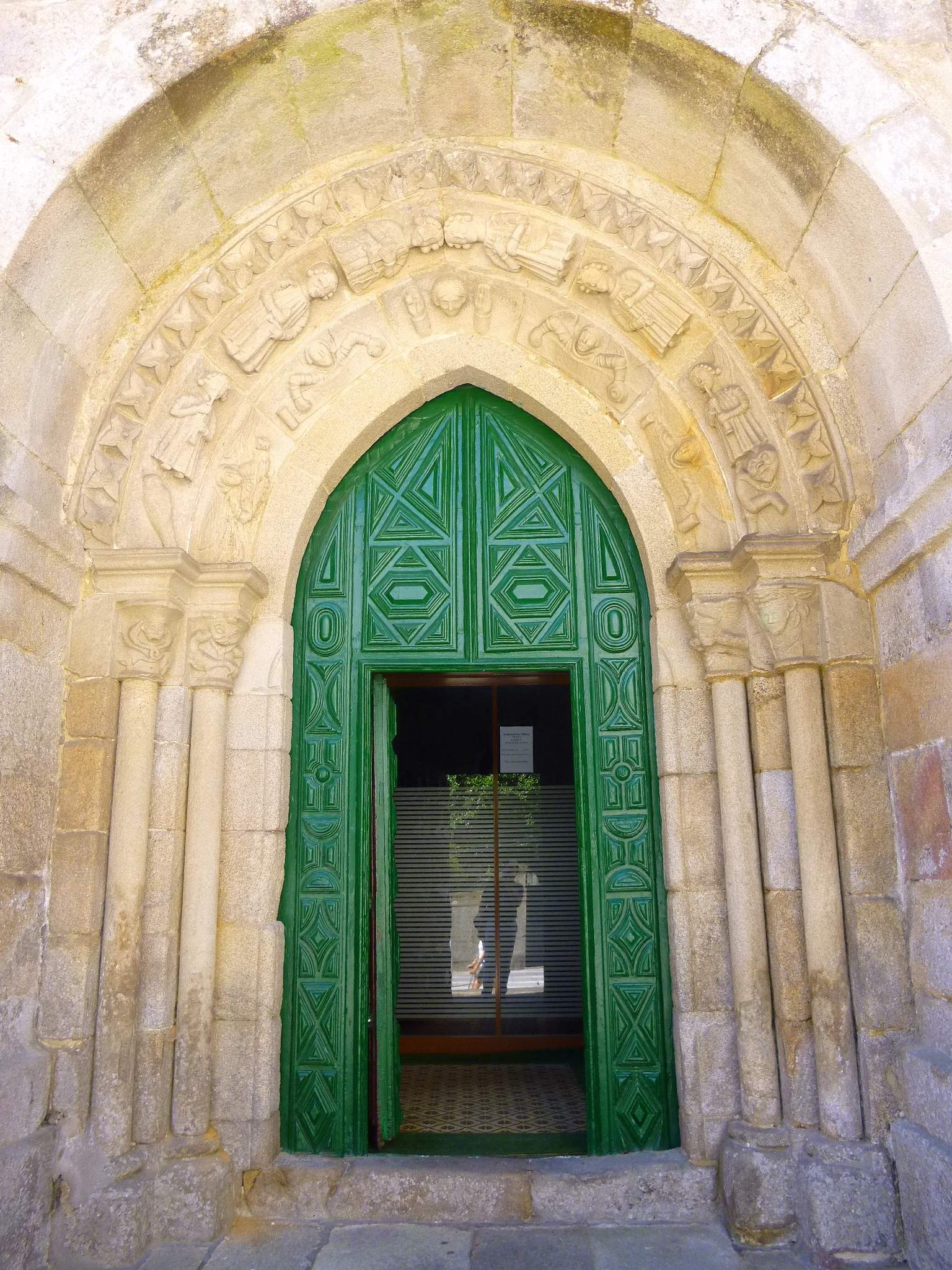
Portail
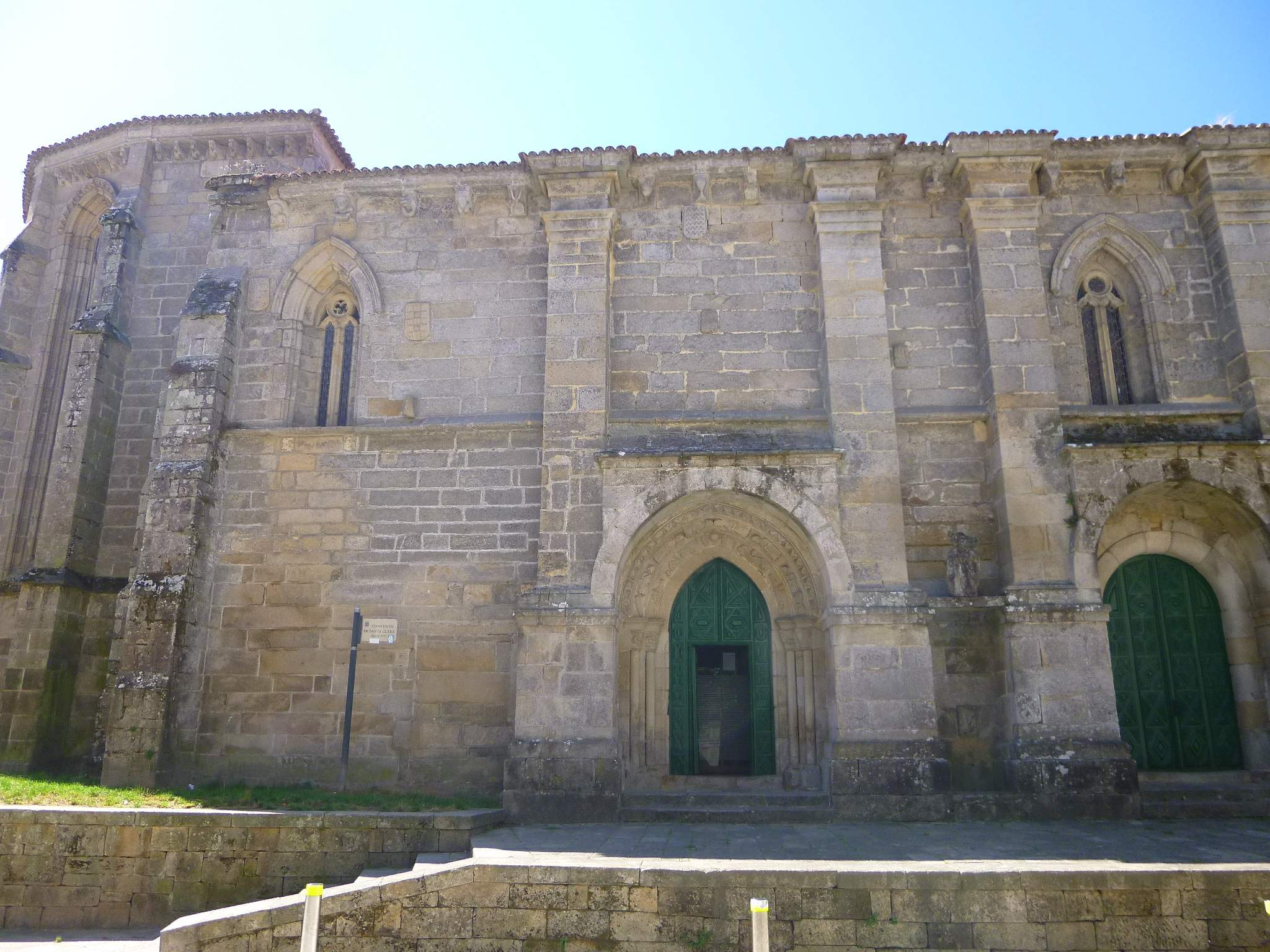
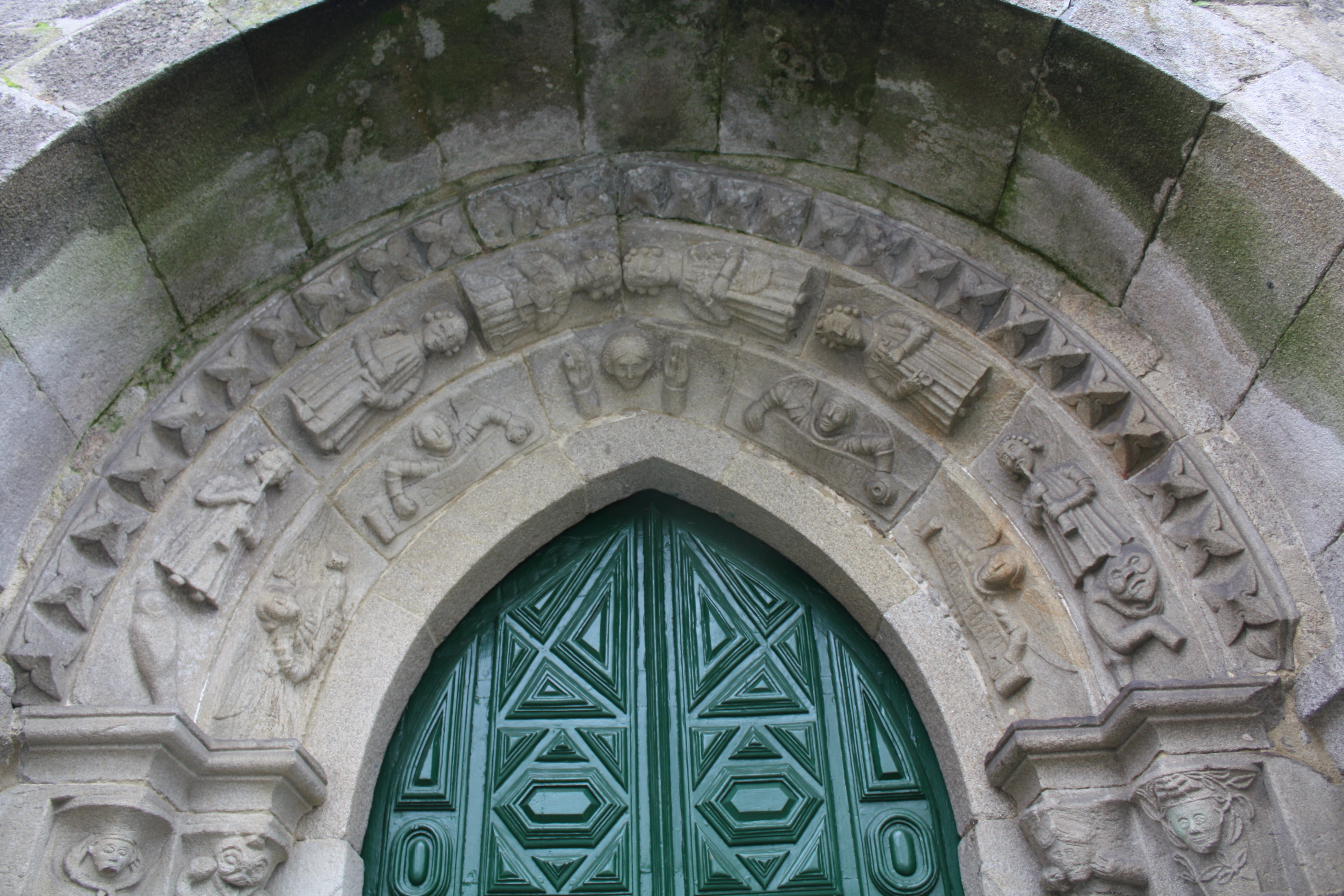
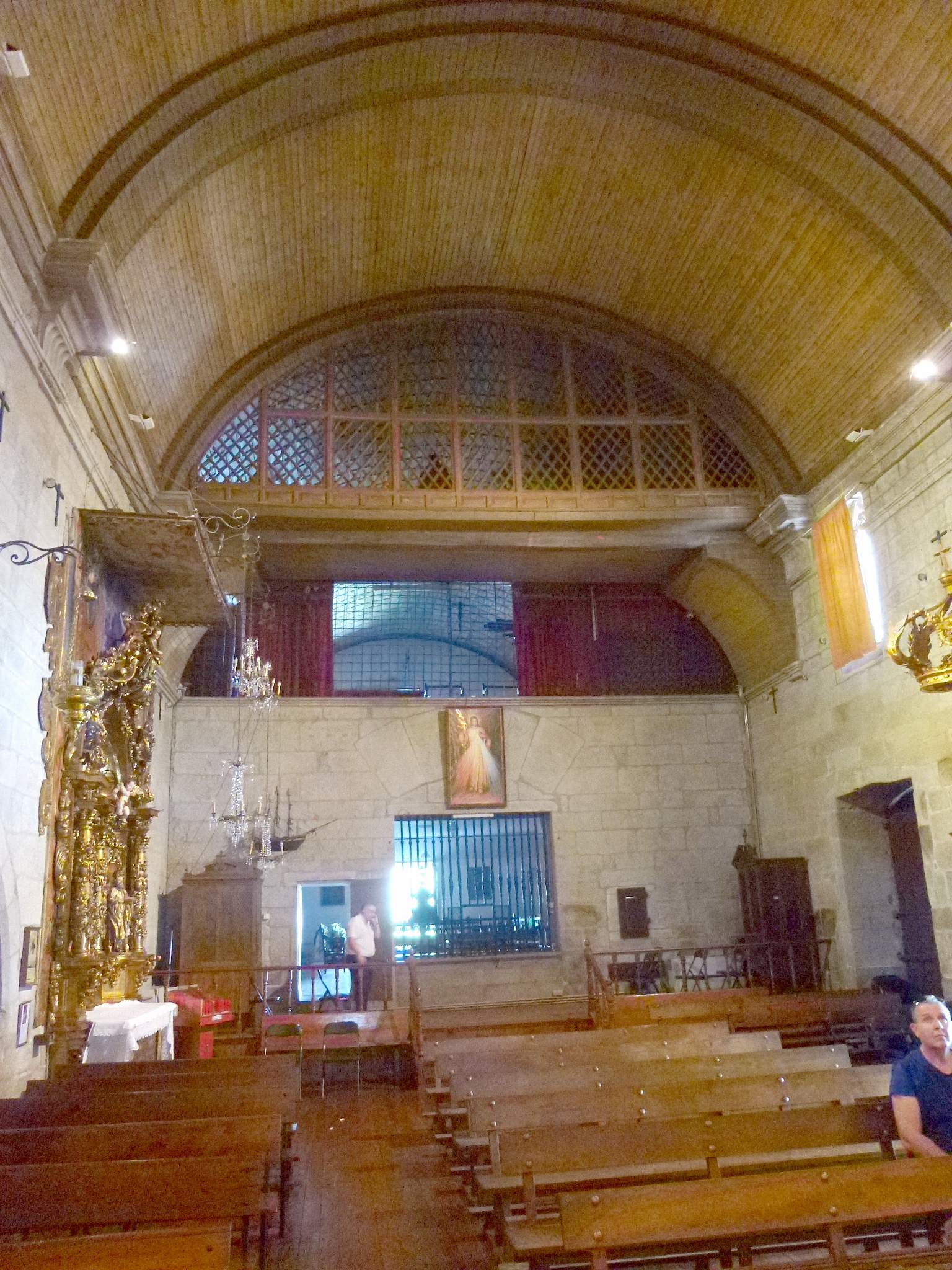
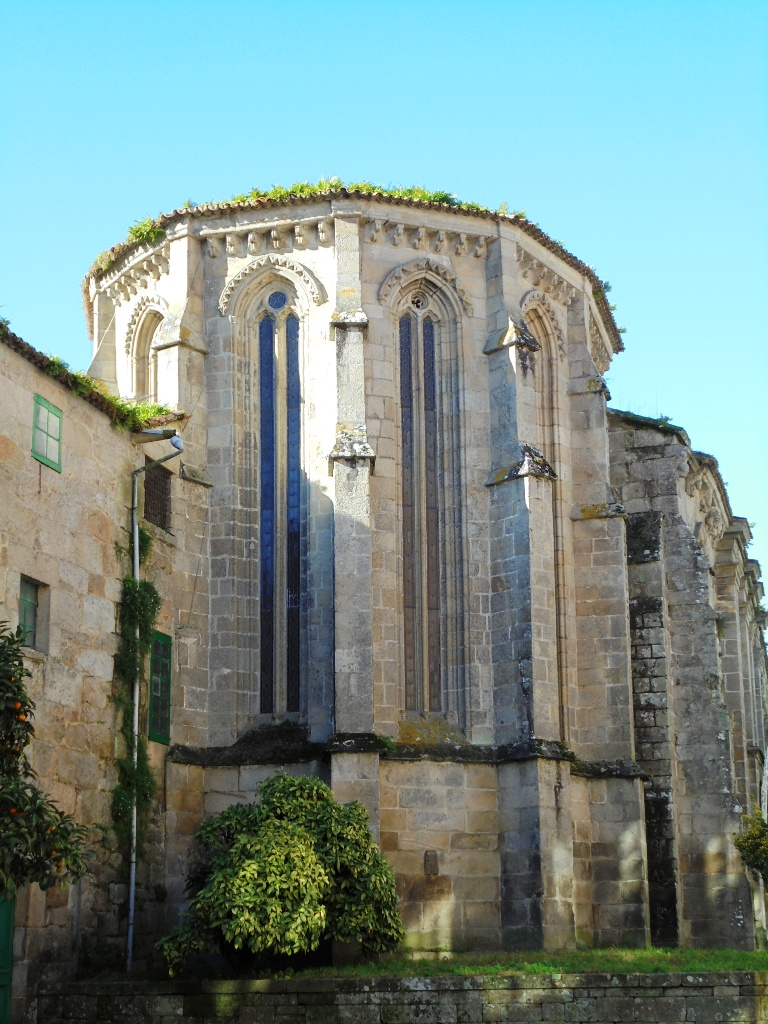
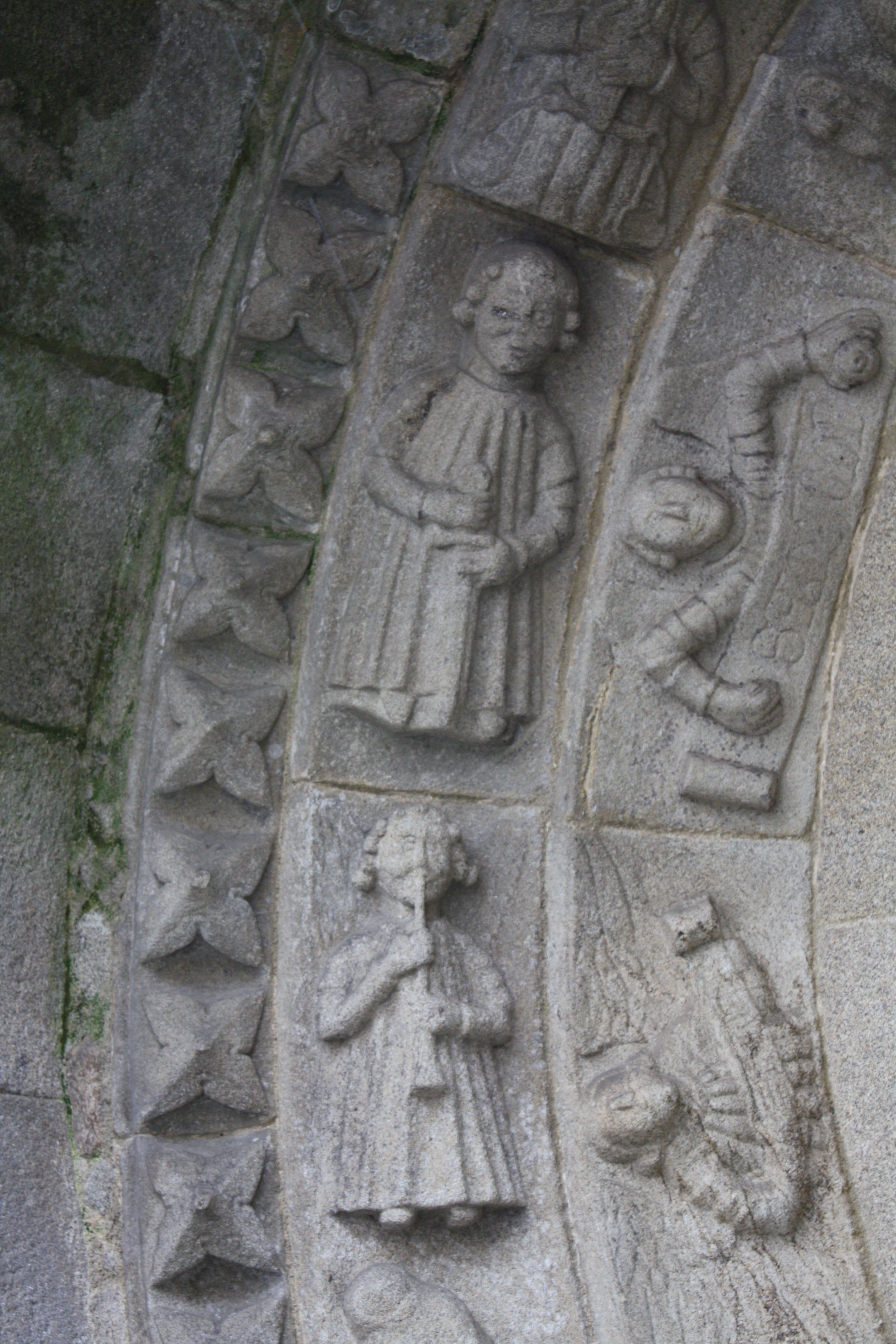
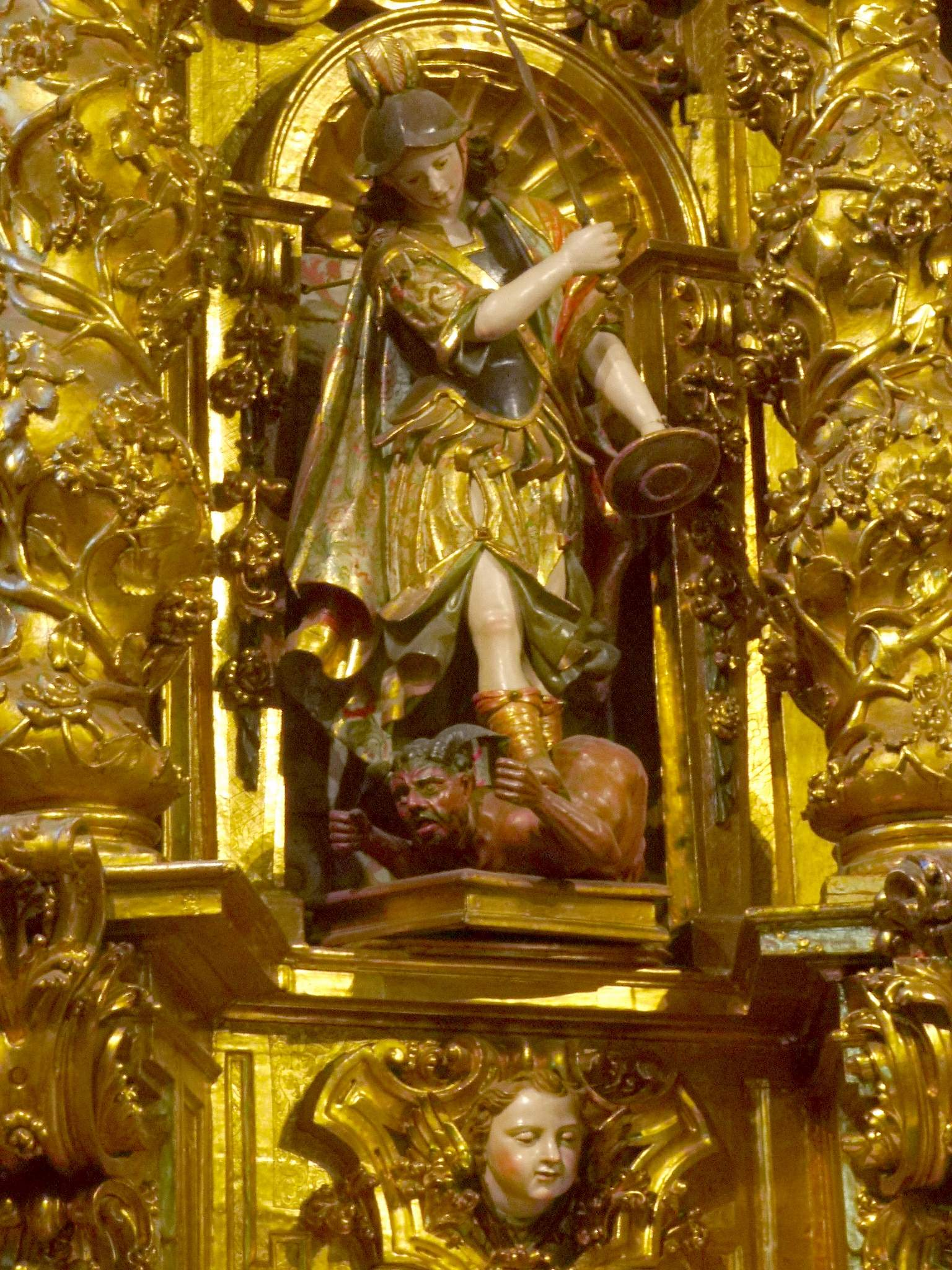
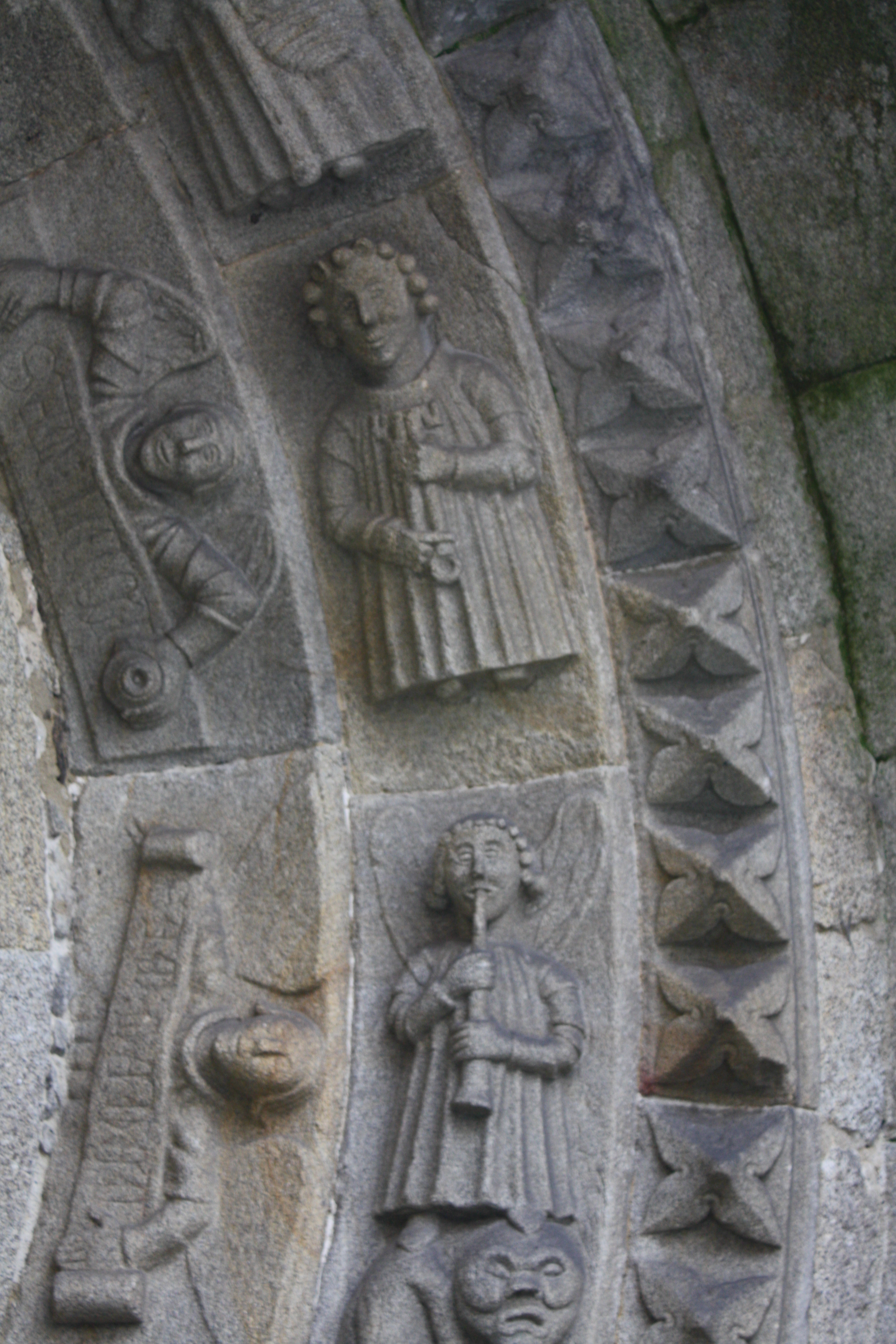
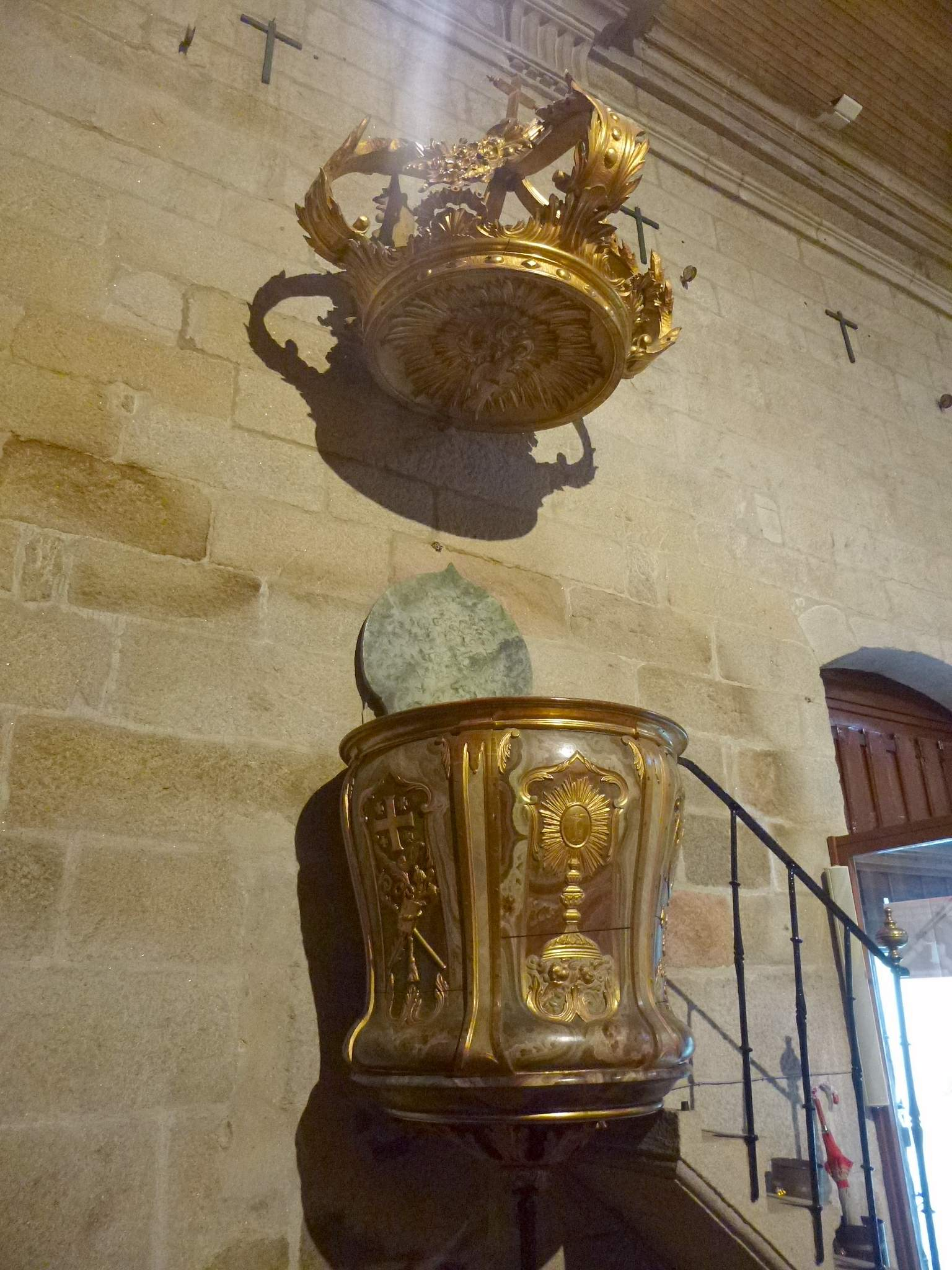
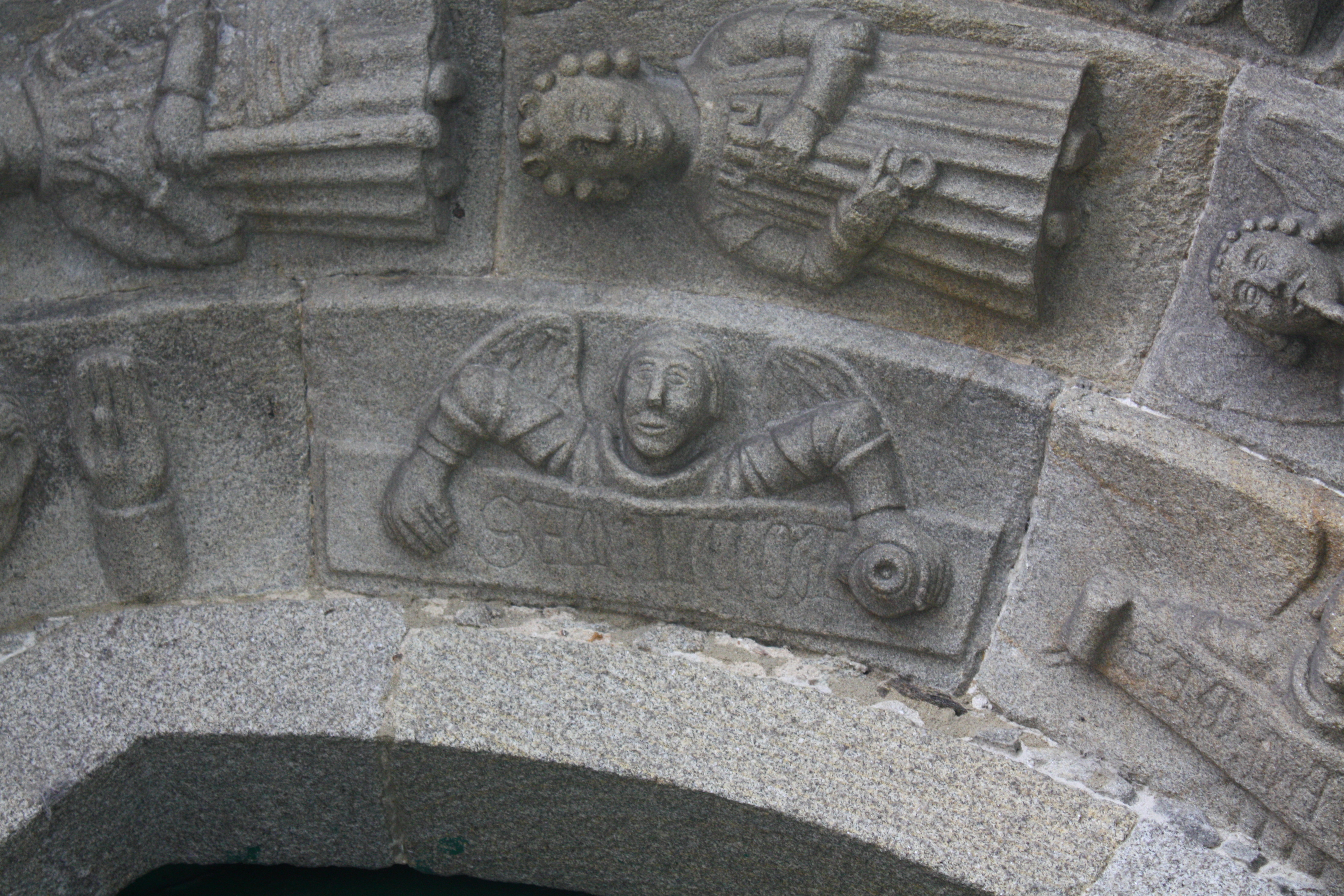
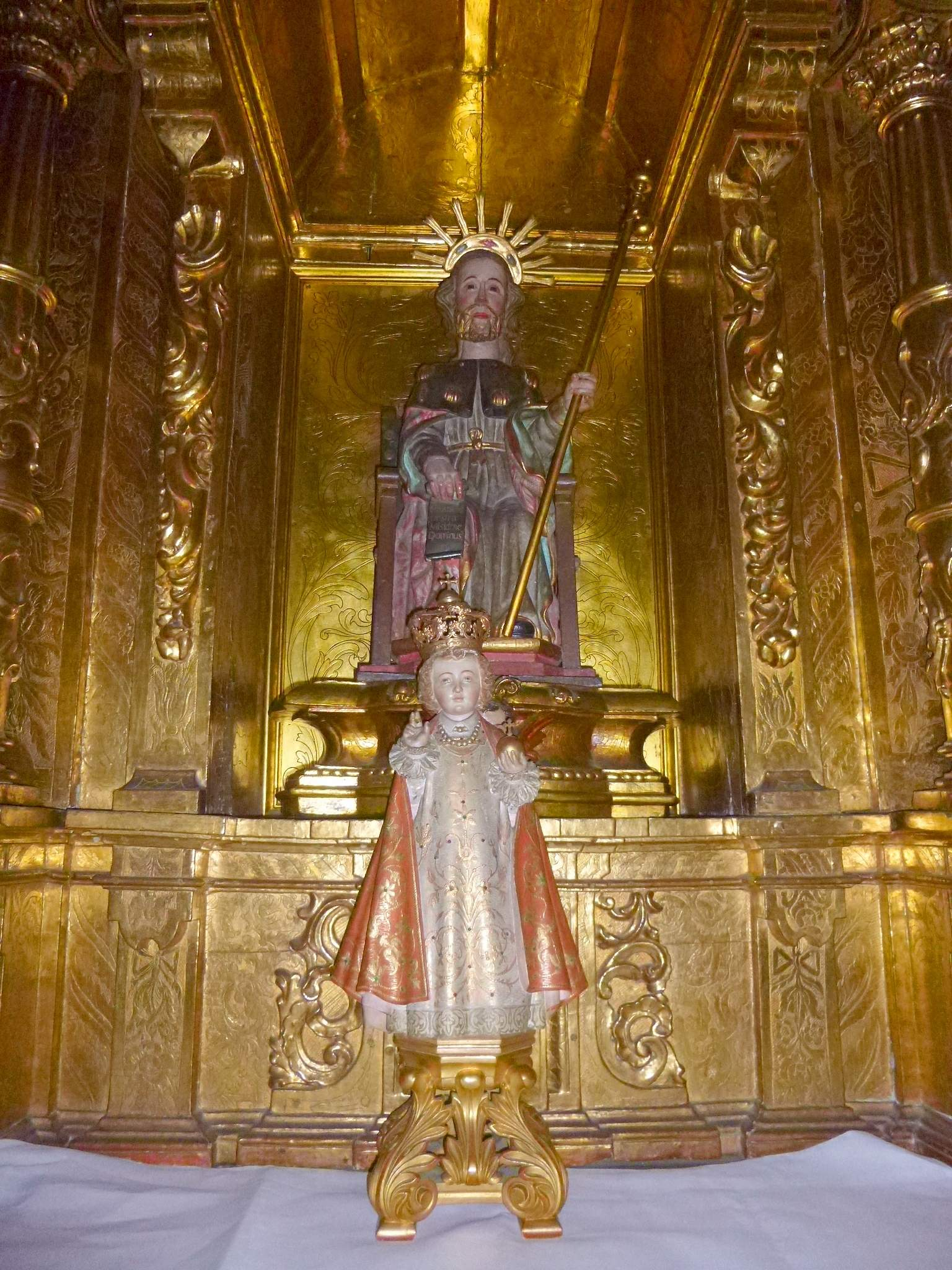
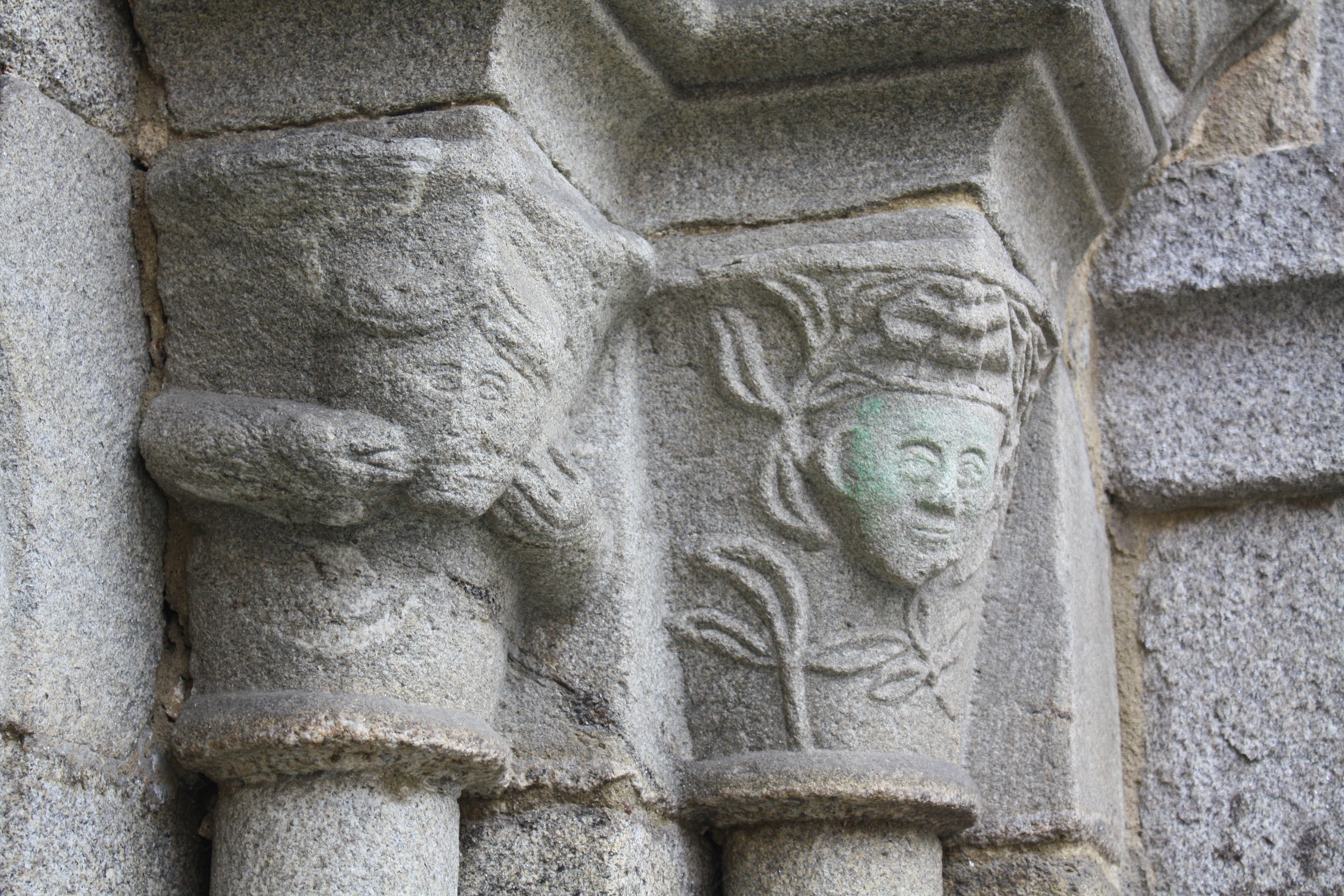
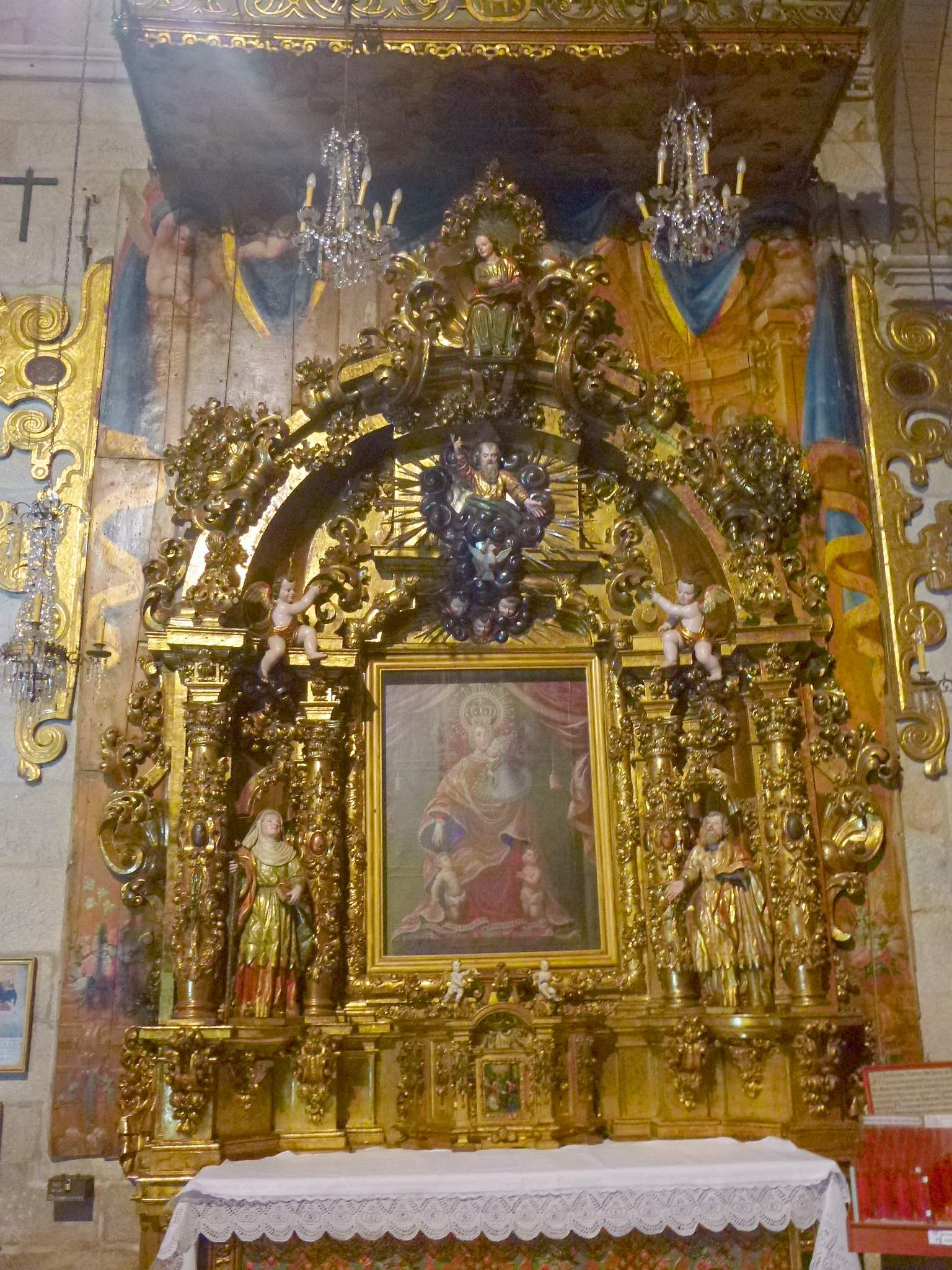
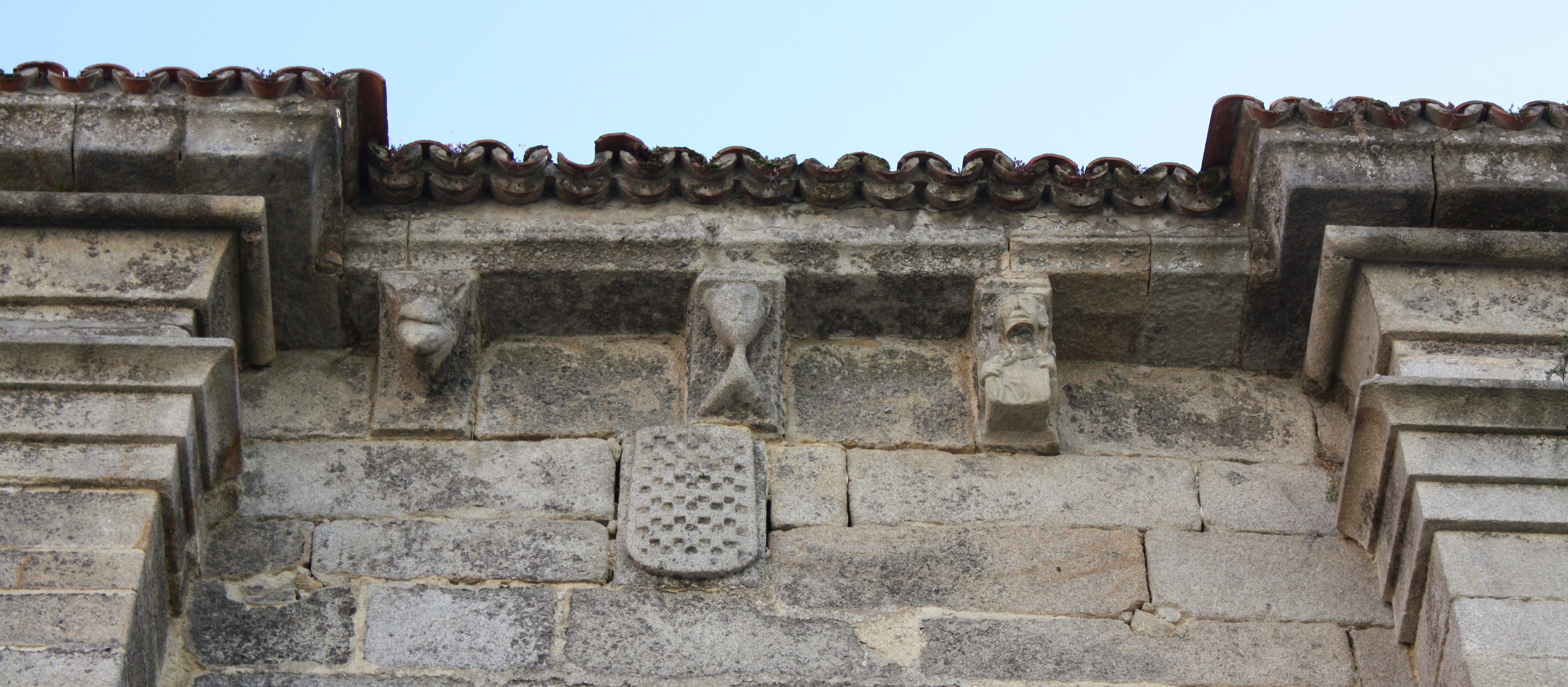
Corbeaux
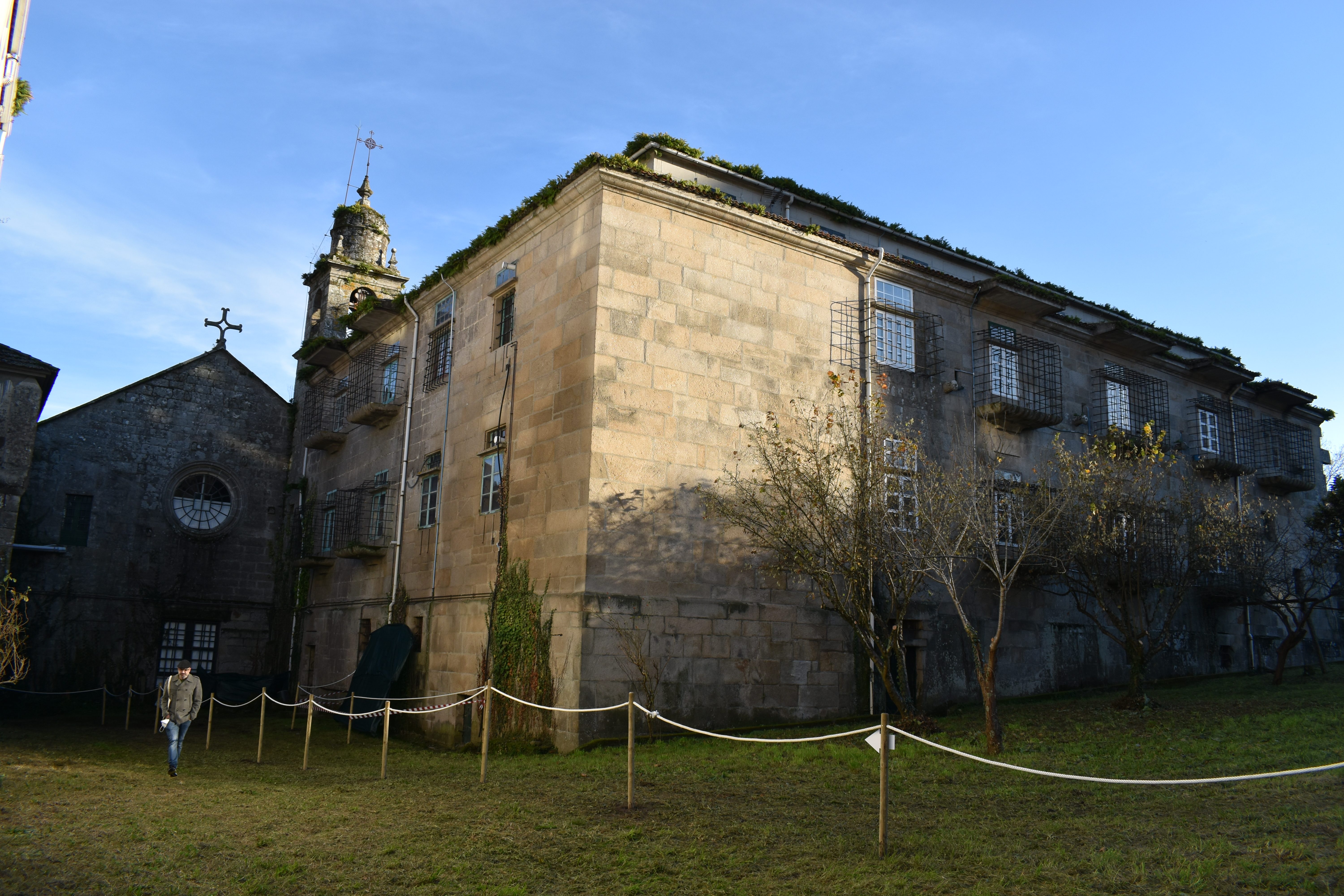
Couvent et église
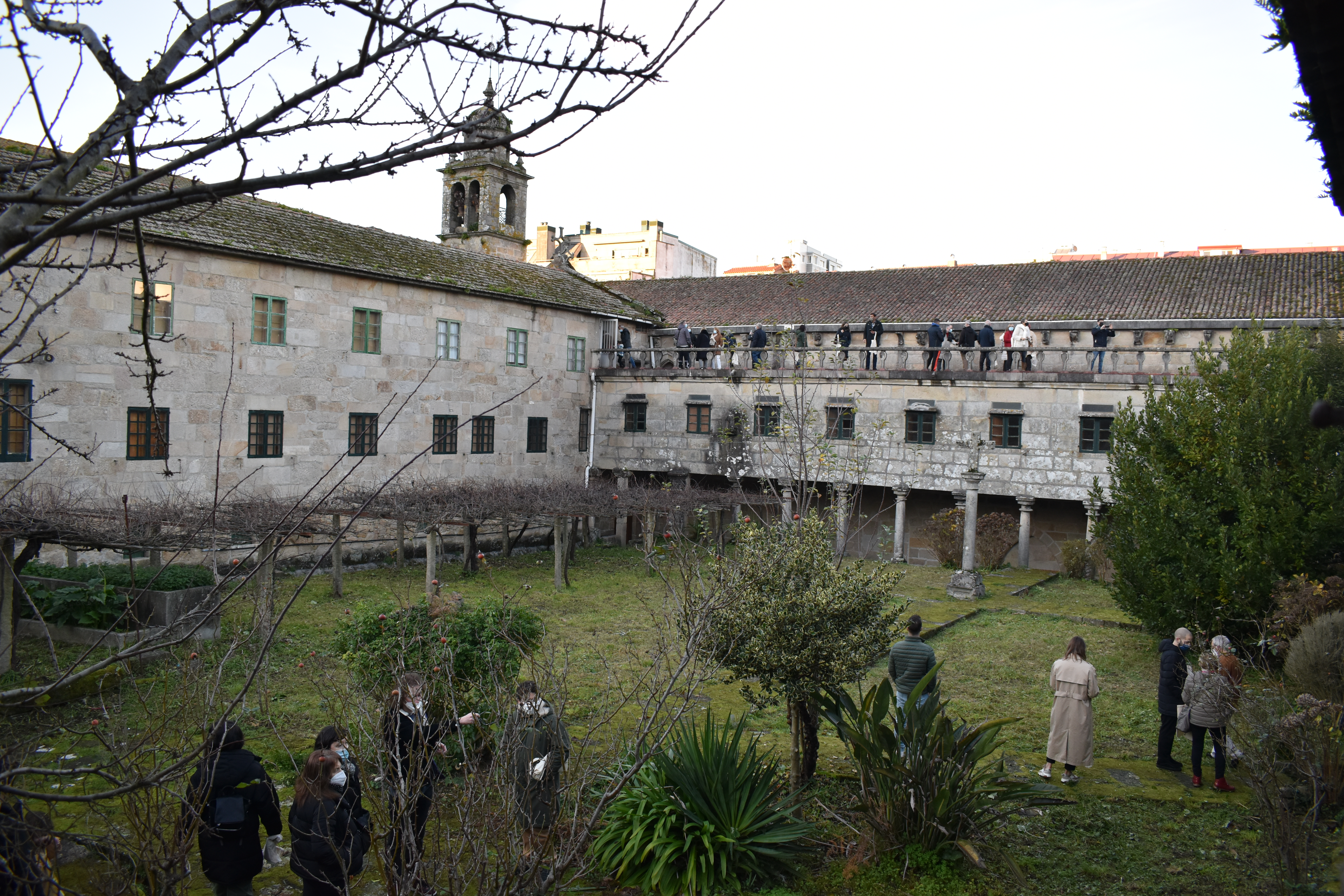
Cloître et couvent
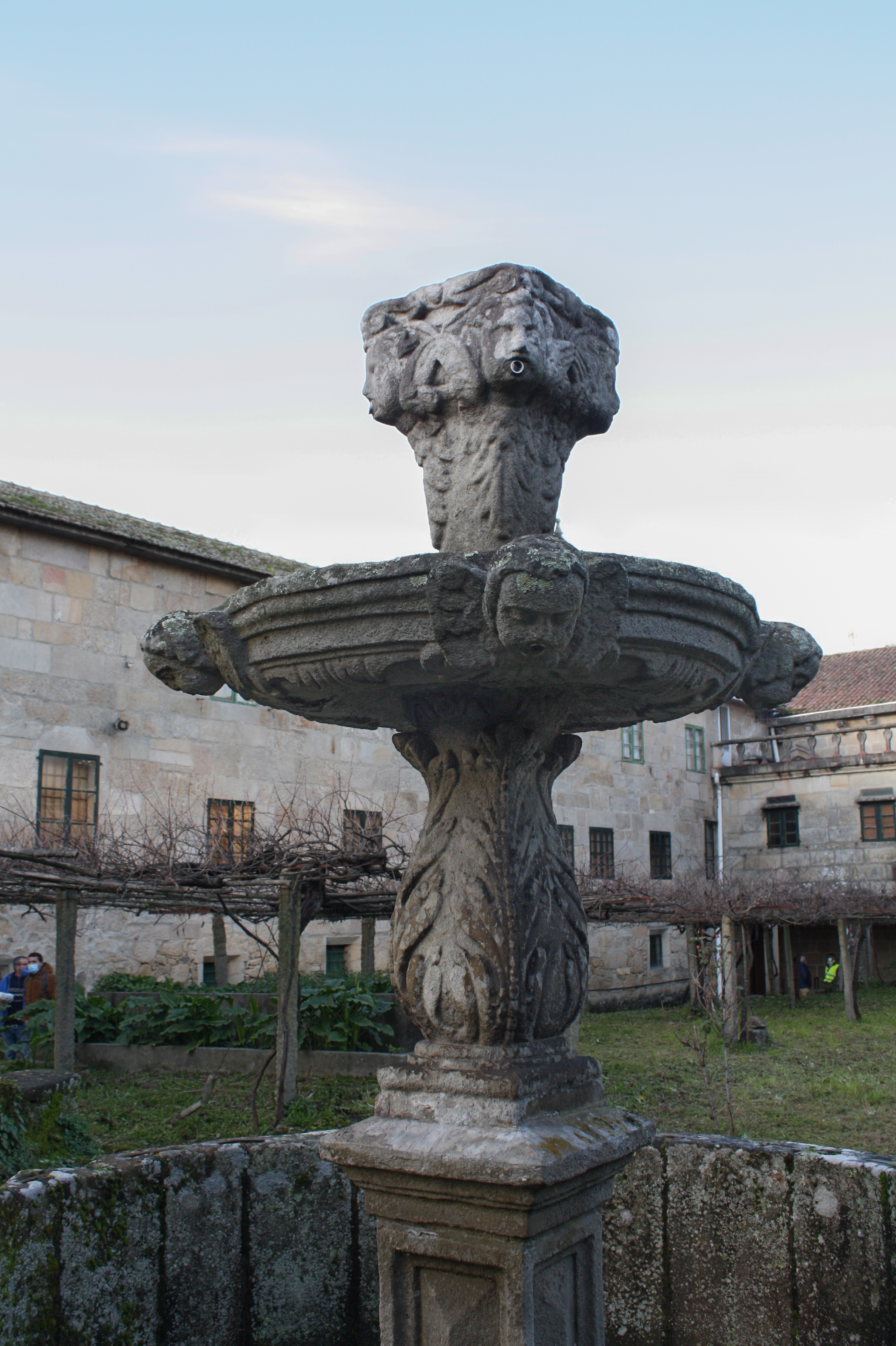
Fontaine dans le jardin
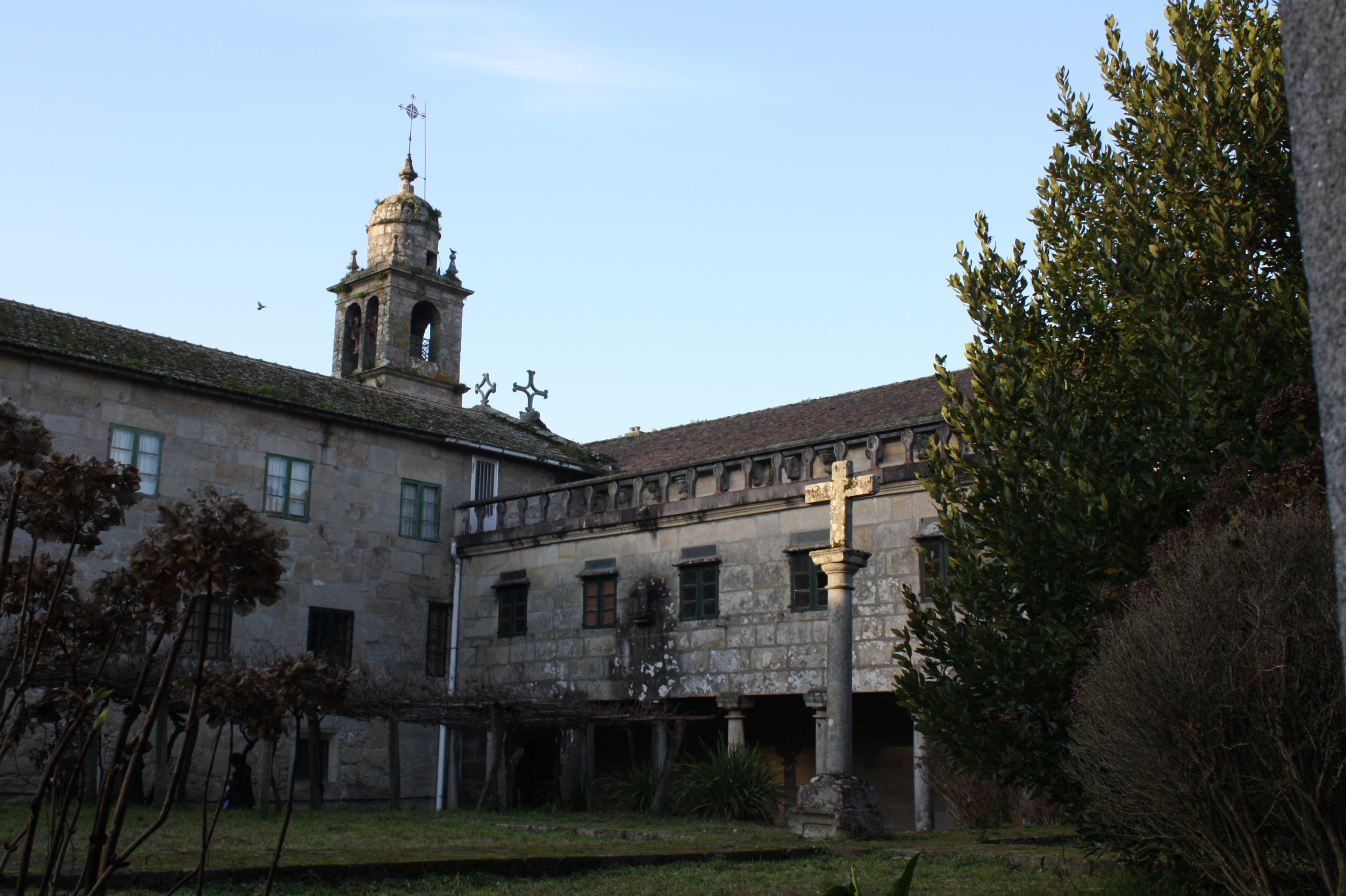
Calvaire